# Hadronyche pulvinator
Hadronyche pulvinator är en spindelart som först beskrevs av Hickman 1927.  Hadronyche pulvinator ingår i släktet Hadronyche och familjen Hexathelidae.
Artens utbredningsområde är Tasmanien. Inga underarter finns listade i Catalogue of Life.